# 魏邈
魏邈（生卒年不詳），三國時期孫吳將軍，任大夫一職。

## 生平
東吳太平三年，永安元年（258年），向吳景帝孫休禀告「孫綝（當時權臣）在外必定變節」，同樣武衛士施朔密奏孫休稱有證據指證孫綝謀反，之後孫休與張布和丁奉密謀，在年尾臘會成功誅殺孫綝。
在《三國演義》描述了與丁奉和施朔捉拿孫綝兄弟的情節。

## 同僚
施朔，东吴武衛士，向吳景帝孫休指證孫綝謀反。

## 相關文獻
- 《三國志》
- 《三國演義》